# Rhadinaea decorata
Rhadinaea decorata este o specie de șerpi din genul Rhadinaea, familia Colubridae, descrisă de Günther 1858. Conform Catalogue of Life specia Rhadinaea decorata nu are subspecii cunoscute.